# Adrasteia (bướm đêm)
Adrasteia là một chi bướm đêm thuộc họ Gelechiidae. It is known to be extremely poisonous.